# NUKEY PIKES
NUKEY PIKES（ニューキー・パイクス）は、1989年に結成された日本の ハードコア・パンク・バンド。アメリカン・スタイルのハードコア・パンクに、ブルース、ジャズ、レゲエ、ファンクなど様々なジャンルをミクスチャーして、1990年代以降のミクスチャー・ロックの先駆けとなった。

## 来歴
1989年1月、吉本典正（ベース）、岩田有史（ギター）、松岡至（ドラムス）、三橋厚志（ヴォーカル）で結成。
1990年にドイツのレーベルからシングル『Three Men And The Monkey』を発表。
1991年にイギリスのハードコア・パンク・バンド・HERESYの元メンバーによるレーベルから、1st.アルバム『NUKEY PIKES』をリリース。
1992年、徐々にアンダーグラウンド・シーンで話題になり、同作に曲を追加＆アートワークも変更して日本盤をリリース。同年夏の渋谷CLUB QUATTROのライブではアルバム『NUKEY FREE ZONE』を無料配布。同時期にビデオ『NUKEY IDEA』もリリース。
1994年初頭にアルバム『no point』をリリース。
1995年、自主レーベル・Surge Driveを立ち上げて、アルバム『consume』をリリース。
1997年12月に千葉で行われたライブがラストとなり解散。そのライブの模様は水木しげるによるジャケットでCDとDVD『The SPLIT DESERT』として翌1998年にリリースされた。
2001年、ZK Recordsの兄弟レーベルであるLess Than TVよりトリビュート・アルバム『千葉Notorious -tribute to NUKEY PIKES』がリリースされ、BRAHMAN、cocobat、bloodthirsty butchers、WRENCH、SLIGHT SLAPPERS等が参加した。

## メンバー
- 三橋厚志 （ヴォーカル）
- 岩田有史（ギター）
- 吉本典正 （ベース）
- 松岡至 （ドラムス）

## ディスコグラフィー
アルバム
- 『NUKEY PIKES』（1991）
- 『NUKEY FREE ZONE』（1992）
- 『no point』（1994）
- 『consume』（1995）

ライブ・アルバム
- 『The SPLIT DESERT』（1998）
- 『NUKEY PIKES 1991.12.25 in HEAVEN'S DOOR Christmas Notorious Party!!』（2001）

シングル
- 『Three Men And The Monkey』（1990）

映像
- 『NUKEY IDEA』（1992）VHS
- 『The SPLIT DESERT』（1998）DVD

Split
- 『Nukey Pikes / Skin Flinch』（1992）＊イギリスのバンド Citizen FishとのスプリットEP
- 『Wrench / Nukey Pikes』（1997）＊WRENCHとのスプリットEP

その他
- 『ZERO MAGAZINE / NUKEY PIKES TAKE THE FUNNY WAY(BOOK+CD)』（2025）＊1989年に録音した最初のデモテープ音源のCD＋未発表写真を中心に掲載したBOOK